# خماری: قسمت سوم
خماری: قسمت سوم (به انگلیسی: The Hangover Part III) فیلم کمدی آمریکایی، محصول سال ۲۰۱۳ استودیوی لجندری پیکچرز است. این فیلم در ادامهٔ خماری: قسمت دوم و پیش از خماری: قسمت چهارم ساخته شده‌است. بازیگران این فیلم شامل بردلی کوپر، اد هلمز، زک گالیفیاناکیس، کن جیونگ، جفری تامبر، هِدِر گراهام، جاستین بارتا، جمی چانگ و جان گودمن هستند و توزیع فیلم نیز بر عهدهٔ برادران وارنر بود. کارگردانی فیلم نیز، همانند قسمت‌های پیشین، بر عهدهٔ تاد فلیپس بوده‌است.
اینکه قرار است قسمت سومی نیز برای مجموعۀ خماری ساخته شود، مدتی قبل از انتشار خماری: قسمت دوم به شکل رسمی توسط یکی از نویسنده‌های فیلم گفته شد و در نهایت در سال ۲۰۱۲ ستارگان فیلم با امضای قراردادی، شروع به نقش‌آفرینی در این قسمت نیز کردند. این فیلم در ۲۳ می ۲۰۱۳ منتشر شد و انتقادات گسترده‌ای به آن شد؛ ولی از نظر تجاری این قسمت مورد توجه مخاطبان قرار گرفته و به خوبی عمل کرد؛ خماری: قسمت سوم یکی از پرفروش‌ترین فیلم‌های باکس‌آفیس بود.

## داستان
پس از ماجراهای تایلند در قسمت قبلی، لسلی چاو (کن جیونگ) موفق به فرار از یکی از امن‌ترین زندان‌ها می‌شود. در همین زمان در آمریکا، آلن (زک گالیفیاناکیس) که پدرش به تازگی فوت کرده‌است، دچار ناهنجاری بیش‌فعالی شده‌است. از این رو داگ (جاستین بارتا) دو دوست دیگر آلن به نام‌های فیل (برادلی کوپر) و استو (اد هلمس) را از این موضوع با خبر می‌کند.

آلن در نهایت قبول می‌کند که به یک مرکز پزشکی در آریزونا برود ولی به شرطی که دوستانش او را به آنجا ببرند. در میانه راه به آریزونا، ماشین فیل مورد حمله قرار می‌گیرد و هر سه آنها گروگان گرفته می‌شوند. رئیس گروه مارشال (جان گودمن) به آن‌ها می‌گوید که چاو سالها قبل مقدار زیادی از طلاهای او را دزدیده است و آلن تنها کسی است که با چاو در زندان در ارتباط بوده است. مارشال با گروگان گرفتن داگ و دادن یک فرصت سه روزه فیل، استو و آلن را مجبور می‌کند که چاو را پیدا کرده و به او تحویل بدهند...

## بازیگران
- بردلی کوپر
- اد هلمز
- زک گالیفیاناکیس
- کن جیونگ
- جفری تامبر
- هِدِر گراهام
- جاستین بارتا
- جمی چانگ
- جان گودمن
- ملیسا مک‌کارتی
- میک وللی
- ساشا باره‌سی
- جیلیان ویگمن
- لی‌لا لورن

## پیوند
- وبگاه رسمی
- خماری: قسمت سوم در بانک اطلاعات اینترنتی فیلم‌ها